# Lourenswalsite
La lourenswalsite è un minerale.